# Blas de Otero
Blas de Otero Muñoz (Bilbao, 15 marzo 1916 – Majadahonda, 29 giugno 1979) è stato un poeta spagnolo di origine basca.
È uno degli esponenti della generazione del '36; segue la corrente poetica del secondo dopoguerra chiamata "poesia sradicata" (poesía desarraigada), attraverso la quale gli autori esprimono il proprio disagio e malessere nei confronti di un mondo che gli appare caotico e doloroso e nel quale non si riconoscono.

## Biografia
Blas de Otero nacque a Bilbao nel 1916. Ricevette un'istruzione religiosa. Studiò diritto, carriera che però non esercitò mai. Dopo essersi dedicato all'insegnamento per alcuni anni, decise di consacrarsi interamente alla poesia. Condusse una vita solitaria passando la maggior parte del tempo a Madrid, dove muore nel 1979. Dal punto di vista ideologico passò da una visione "cristiano-drammatica" ad una "marxista-militante".

## Stile
Nelle sue poesie Otero utilizza diverse risorse stilistiche: fonetiche (allitterazione e anafora), sintattiche (parallelismi, reiterazioni) e lessicali (giochi di parole, preferenza per l'utilizzo di un lessico popolare), tutte focalizzate nell'intento di porre in rilievo il contenuto concettuale ed emotivo delle sue poesie.

## Percorso poetico
Il percorso poetico di Blas de Otero riassume l'evoluzione della poesia spagnola del suo tempo. Il suo cammino può essere definito con le seguenti parole: "dall'io al noi", in quanto la sua poesia passa dall'esprimere il suo malessere personale a divenire una testimonianza e denuncia delle miserie ed ingiustizie sociali: poesia social. La poesia sociale è per Blas uno strumento attraverso il quale trasformare il mondo, denunciando le ingiustizie. Negli ultimi la poesia di Blas de Otero è travolta da una nuova ondata di inquietudini che dapprima si avvertono e infine si concretizzano nelle sue poesie, le quali assumono un tono "sperimentale-formale". Il percorso poetico di Otero può essere suddiviso in tre cicli: il primo ciclo riflette il gusto per una poesia "desarraigada"; il secondo ciclo comprende tutte le opere che rientrano nel genere della "poesia sociale", e infine nell'ultimo ciclo troviamo poesie di gusto "sperimentale" attraverso le quali il poeta spagnolo esprime le proprie inquietudini esistenziali.

### Primo ciclo: la poesia "desarraigada"
Le prime opere che Otero pubblica sono "Angelo ferocemente umano" (Ángel fieramente humano) del 1950 e "Rafforzare la consapevolezza" (Redoble de conciencia) del 1951. Si tratta di una "poesia sradicata", espressione dell'"io" e delle sue angosce esistenziali, con i suoi interrogativi sul significato del mondo e della natura umana. In questo primo ciclo rientrano:
- poesie religiose, nelle quali il poeta si rivolge ad un "Dio" che risulta allo stesso tempo sospitato e incomprensibile per l'essere umano. Un esempio è la poesia "Uomo" (Hombre);
- poesie d'amore, anch'esse impregnate della stessa sete di conoscenza assoluta;
- infine alcune poesie che iniziano a rispecchiare ed avvicinarsi al genere della "poesia sociale". Con queste opere Otero muove i primi passi da una poesia in cui padroneggiava l'"io" verso una poesia che invece include e parla di un "noi", delle sofferenze di tutti gli uomini della Spagna del tempo.

In questa tappa predominano le forme poetiche classiche: Blas de Otero si mostra, in particolare, come un eccellente produttore di sonetti e si cimenta anche nel verso libero. Le densità stilistica è stupefacente. In questa fase si percepisce l'influenza di Quevedo, Unamuno e dei Salmi.

### Secondo ciclo: la poesia "social"
Nel 1955 Otero pubblica "Chiedo la pace e la parola" (Pido la paz y la palabra), opera alla quale seguono nel 1959 "In Castigliano" (En Castillano) e "Sulla Spagna" (Que trata de España). Da quest'ultima poesia l'autore scriverà poi tre libri sul tema. In questa seconda tappa il poeta abbandona i suoi problemi personali, le sue angosce e si dedica ai problemi della "collettività", con un atteggiamento di solidarietà. È la poesia sociale (poesía social), attraverso la quale il poeta esprime e dimostra la "hermandad" (cioè la sua condivisione fraterna e viscerale) con l'insofferenza e le ingiustizie che tutti gli uomini nella propria vita provano e allo stesso tempo la voglia di superare tale stato tragico collettivo al più presto. La Spagna e i problemi di questa terra passano in primo piano per il poeta. I versi delle sue poesie esprimono, oltre ad un desiderio di pace e di speranza, anche l'ansia della libertà e l'attesa di un futuro migliore. La voce del poeta è vista in chiave positiva: Otero concepisce ora la poesia come una "lotta costruttiva". Nelle sue poesie il poeta si dirige a tutti gli uomini, "a la inmensa mayoría", dove l'"yo" (io), lascia lo spazio al "nosotros" (noi). Il linguaggio utilizzato è più semplice. In questa seconda tappa si notano nelle opere di Otero l'influsso di Machado, Alberti e Miguel Hernández. Le forme poetiche maggiormente utilizzate sono non più i sonetti, bensì il verso libero e il poemetto popolare.

### Ultimo ciclo
Dopo il 1965, le poesie di Otero sono investite di un'aria di novità. Sono gli anni in cui il poeta compone "Hojas de Madrid". Otero ha capito che la poesia sociale non è risultata così efficace come si sperava. Tuttavia non rinuncia alla sua lotta politica. Amplia la tematica delle sue poesie, dando maggior rilievo però all'intimità. Il suo stile riflette le sue preoccupazioni e ambizioni di rinnovamento formale: introduce ritmi nuovi, immagini insolite e tocchi surrealisti. Il risultato è un notevole arricchimento del suo linguaggio poetico. Otero e la sua poesia in questa terza e ultima fase abbracciano pienamente le inquietudini sperimentali di quegli anni.

## Significato
Otero ha saputo cogliere, in ogni momento, gli aspetti più significativi della società spagnola dell'epoca. Tali aspetti venivano espressi, denunciati, si trasformavano in "voce" attraverso le sue opere poetiche. Il percorso poetico di Otero riflette pienamente l'evoluzione della poesia spagnola della sua epoca: dalle prime poesie cui oggetto sono le inquietudini esistenziali individuali si passa a quelle sociali. Per questo Otero può essere ritenuto una delle figure chiave della sua epoca e generazione.

## Opere
- Cántico espiritual (1942)
- Ángel fieramente humano (1950)
- Redoble de conciencia (1951)
- Pido la paz y la palabra (1955)
- Ancia (1958)
- En castellano (1959)
- Esto no es un libro y Puerto Rico (1963)
- Que trata de España (1964)
- Mientras (1970)
- Expresión y reunión (1969)
- Verso y prosa(1974)
- Todos mis sonetos (1977)
- Poesía con nombres (1977)
- Viejo camarada (1978)
- Blas de Otero  Poesie   Guanda 1962 pag.238